# Ebru Şahin
Ebru Şahin Osman (Istambul, Turquia, 18 de maio de 1994) é uma modelo e atriz turca. Conhecida mundialmente por interpretar Reyyan Şadoğlu na série da atv, Hercai.

## Biografia
Şahin é graduada em Ciências do Esporte mais conhecido com Educação Física pela Universidade de Istambul, porém depois começou a ter aulas de teatro participando do curso de Teatro na Atölye Craft Kamera Önü Oyunculuk. Ebru viveu com sua mãe e avó e aos 11 anos começou a praticar esportes e participou em muitas maratonas.
Em 2019, durante a abertura do 2º Festival Internacional de Cultura e Arte de Midyat, que foi organizado pelo Governo do Distrito de Midyat e pelo Município de Midyat e apoiado pelo Ministério da Cultura da Turquia, Ebru e seu companheiro de cena em Hercai, Akın Akınözü, foram nomeados Embaixadores da Cultura e Arte de Midyat, local onde a série era filmada.

## Carreira
Ela fez sua estreia cinematográfica em 2016 com um papel coadjuvante no filme Kan Parası e na televisão fez sua estreia em 2017, com um papel também coadjuvante na série Savaşçı. Entre 2017-2018 atuou na série İstanbullu Gelin, como a advogada Burcu Selimer ao lado de nomes como Özcan Deniz, Ipek Bilgin e Tamer Levent. Em 2018 atuou também em 10 episódios da primeira temporada da série Yasak Elma, como Hira Bozok. Em 2019 conseguiu seu primeiro papel principal, a jovem Reyyan Şadoğlu na série da ATV, Hercai, por essa atuação foi premiada com o Golden Butterfly Award de Melhor Atriz em 2020. Em 2019 estreou o filme de drama/romance, Suursuz Ask, sendo elogiada por sua atuação como Menekşe. Em 2021 Ebru estrou a série Destan interpretando a guerreira Akkiz, já em 2023 interpretou Harika Yılmaz na produção Yüz Yıllık Mucize, do canal Star Tv.
Em 2024 participou da segunda temporada na série da Blue Tv, Prens, onde interpretou Csília, no mesmo ano protagonizou o filme Um Verdadeiro Cavalheiro, da plataforma Netflix e também a novela Gizli Bahçe, do canal NOW.

## Vida pessoal
Em julho de 2020 assumiu o namoro com o basquetebolista turco, Cedi Osman. Em setembro de 2021 a atriz foi pedida em casamento na Capadócia e no dia 01 de julho de 2022, Ebru e Cedi se casaram em uma cerimonia na Macedônia.

## Filmografia

### Televisão
| Ano       | Título            | Personagem     | Notas        | Canal       |
| --------- | ----------------- | -------------- | ------------ | ----------- |
| 2017      | Savaşçı           | Didem          | Coadjuvante  | Fox Turquia |
| 2017–2018 | İstanbullu Gelin  | Burcu Selimer  | Coadjuvante  | Star Tv     |
| 2018      | Yasak Elma        | Hira           | Coadjuvante  | Fox Turquia |
| 2019-2020 | Hercai            | Reyyan Şadoğlu | Protagonista | ATV         |
| 2021-2022 | Destan            | Akkız          | Protagonista | ATV         |
| 2023      | Yüz Yıllık Mucize | Harika Yılmaz  | Protagonista | Star Tv     |
| 2024 -    | Gizli Bahçe       | Nazlı Orman    | Protagonista | NOW         |

### Cinema
| Ano  | Título      | Personagem | Notas        |
| ---- | ----------- | ---------- | ------------ |
| 2016 | Kan Parası  |            | Coadjuvante  |
| 2017 | Babam       | Nilüfer    | Coadjuvante  |
| 2018 | Kan Parası  | Didem      | Coadjuvante  |
| 2019 | Şuursuz Aşk | Menekşe    | Protagonista |

### Streaming
| Ano  | Título                   | Personagem | Notas        | Plataforma |
| ---- | ------------------------ | ---------- | ------------ | ---------- |
| 2024 | Prens                    | Csília     |              | Blue Tv    |
| 2024 | Um Verdadeiro Cavalheiro | Nehir      | Protagonista | Netflix    |

### Teatro
| Ano  | Peça | Personagem | Notas |
| ---- | ---- | ---------- | ----- |
| 2018 | Suit | Judy       |       |

### Videoclipes
| Ano  | Canção             | Artista        |
| ---- | ------------------ | -------------- |
| 2015 | Babamın Emanetiyim | Ebru Polat     |
| 2017 | Uyandım Cennetten  | Utku Emen      |
| 2017 | Tüh Tüh            | Aydın Kurtoğlu |

## Prêmios e indicações
| Ano  | Prêmio                           | Categoria                             | Trabalho | Resultado |
| ---- | -------------------------------- | ------------------------------------- | -------- | --------- |
| 2019 | Premios Nova Mas and Mister Nova | Melhor Atriz                          | Hercai   | Venceu    |
| 2019 | Leading Brand Award              | Atriz do Ano                          | Hercai   | Venceu    |
| 2020 | Golden Butterfly Awards          | Estrela em Ascensão                   | Hercai   | Venceu    |
| 2020 | Golden Butterfly Awards          | Melhor Atriz                          | Hercai   | Venceu    |
| 2020 | Golden Butterfly Awards          | Melhor Casal da TV (Com Akin Akinozu) | Hercai   | Indicada  |

## Ligações Externas
- Ebru Şahin no Instagram
- Ebru Şahin no Facebook
- Ebru Şahin no Twitter
- Ebru Şahin no IMDB
- Ebru Şahin no TheTVDB
- Ebru Şahin no TMDB